# Lucasov profesor matematike
Lucasov profesor matematike (tudi lukazijev ~; angleško Lucasian Professor of Mathematics) zaseda eno od najuglednejših stolic za matematiko na Univerzi v Cambridgeu. Stolico je ustanovil leta 1663 Henry Lucas, ki je bil predstavnik univerze v britanskem parlamentu med letoma 1639 in 1640. V svoji oporoki je univerzi zapustil 4000 knjig in navodila za nakup zemljišča z vrednostjo, ki bo na leto prineslo 100 £ za ustanovitev in podporo stolice. Do leta 1860 je sklad narasel na samo 155 £. 
Kralj Karel II. je podpisal pogodbo 18. januarja 1664 in Barrow je prvič predaval 14. marca istega leta. Največ je bilo matematikov, veliko pa je bilo znanih fizikov in Airy kot poznejši 7. kraljevi astronom, čeprav je Airy zasedal stolico samo dve leti in odšel rajši predavat astronomijo, kajti plača Lucasovih profesorjev nikoli ni bila velika, le pomenila je veliko. Stolica je še posebej znana v svetu, največ zaradi Newtona, Diraca in Hawkinga.
Ena od Lucasovih zahtev v oporoki je bila, da nosilec profesure ni dejaven v cerkvi. Newton se je kasneje obrnil na kralja Karla II. da ga ta zahteva odvezuje sprejeti duhovniški stan, ki je bil tedaj obvezen za vse člane Univerze. Stan naj tudi ne bi bil v skladu z njegovimi prepričanji, ki so nasprotovali anglikanski cerkvi. Kralj je podprl Newtona in tako nosilci profesure niso bili več obvezni sprejeti duhovniški stan.
Green je nasledil Hawkinga, ki se je septembra 2009 upokojil v svojem 67-em letu starosti, kot zahteva univerza. Hawking je sedaj Lukasov profesor emeritus. Trenutni 19-i nosilec profesure bo Cates od 1. julija 2015.

## Seznam Lucasovih profesorjev matematike
1. 1664 Isaac Barrow
2. 1669 sir Isaac Newton
3. 1702 William Whiston
4. 1711 Nicholas Saunderson
5. 1739 John Colson
6. 1760 Edward Waring
7. 1798 Isaac Milner
8. 1820 Robert Woodhouse
9. 1822 Thomas Turton
10. 1826 sir George Biddell Airy
11. 1828 Charles Babbage
12. 1839 Joshua King
13. 1849 sir George Gabriel Stokes
14. 1903 sir Joseph Larmor
15. 1932 Paul Adrien Maurice Dirac
16. 1969 sir Michael James Lighthill
17. 1979 Stephen Hawking
18. 2009 Michael Boris Green
19. 2015 Michael Cates